# ريوهو أوكاوا
ريوهو أوكاوا (باليابانية: 大川隆法)، هو زعيم روحي ياباني، تخرج من جامعة مدينة نيويورك بقسم علم المال، وهو مؤسس أكاديمية هابي ساينس، ومؤسس حزب تحقيق السعادة، وكان تخصصه علم الاقتصاد وعلم النفس والبحث عن السعادة.

## مؤلفاته
آلف أوكاوا عدة كتب في الطريق إلى السعادة وتطوير الذات، ولكن أشهرها:
- أنا بخير! (بالإنجليزية: I'm Fine)‏، صدر الكتاب سنة 2008م باللغتين اليابانية والإنجليزية، حيث تمت ترجمتها إلى اللغة العربية سنة 2013م.[4]
- التفكير الطموح (بالإنجليزية: Think Big!)‏، صدر الكتاب باللغة الإنجليزية سنة 2012م، وتمت ترجمتها إلى العربية سنة 2016م.
- التفكير الذي لا يُقهر (بالإنجليزية: Invincible Thinking)‏، صدر الكتاب بالإنجليزية سنة 1995م، وتمت ترجمتها إلى العربية سنة 2012م.[5]